# Fülöp János (színművész)
Fülöp János (? – Pest, 1854) színész, színigazgató, költő.

## Életpályája
A székesfehérvári társulatnál színlap kihordóként kezdte pályafutását 1819-ben. Később vándortársulatokban, a Dunántúli Színjátszó Társulatnál és Kassán volt segédszínész. 1828–1829 között igazgatóként is tevékenykedett. Társulatában Hivatal Anikó volt a naiva. 1837–1847 között illetve haláláig a Pesti Magyar Színház és a Nemzeti Színház tagja volt. Szertárosként, gondnokként és házfelügyelőként is dolgozott.
Egyetlen fennmaradt munkája egy, József nádor névnapjára írott és 1833. március 19-én előadott előadás kézirata. A kézirat több költeményt, illetve karéneket tartalmaz, s ma az Országos Széchényi Könyvtár kézirattára őrzi.